# Otoblastus marginator
Otoblastus marginator är en stekelart som beskrevs av Dmitriy R. Kasparyan 1982. Otoblastus marginator ingår i släktet Otoblastus och familjen brokparasitsteklar. Inga underarter finns listade i Catalogue of Life.